# Всеукраинско обединение „Свобода“
Всеукраинско обединение „Свобода“ (на украински: Всеукраїнське об’єднання „Свобода“) е националистическа политическа партия в Украйна.

## История

### Социалнационална партия на Украйна (1995 – 2004)
Социално-национална партия на Украйна (СНПУ) е регистрирана като партия на 16 октомври 1995 г. Учредителния конгрес на партията се състои на 13 октомври 1991 г. в Лвов. Партията е създадена от ветерани от Войната в Афганистан, организация на младежта „Спадшчина“ („Наследство“, начело с Андрий Парубий), студентско братство Лвов (начело с Олех Тяхнибок), както и Рухска гвардия (начело с Ярослав Андрушкив и Юрий Криворъчко). Лидерът на партията е Ярослав Андрушкив. Партията приема за лого символ, който е свързаван с фашистка формация и в Европа се използва от неонацистки организации.
Партията се определя като „непримирим враг на комунистическата идеология“ и всички други партии, които са сътрудници и врагове на украинската революция. Според уебсайта на „Свобода“, по време на украинските парламентарни избори през 1994 г. партията представя своята платформа, за разлика от тези на комунистите и социалдемократите.
На парламентарните избори през 1998 г. партията се присъединява към коалиция от партии (заедно с Всеукраинското политическо движение „Държавна независимост на Украйна“), наречена „по-малко думи“ (Менше слів), която събира 0,16% от гласовете. Членът на партията Олех Тяхнибок е избран в украинския парламент на тези избори. Той става член на Народното движение на Украйна.
СНПУ формира паравоенна организация „Патриот на Украйна“ през 1999 г. като „Асоциация за подкрепа“ на армията на Украйна и регистрирана в Министерството на правосъдието. Паравоенната организация, която продължава да използва символът Волфсангел, е разпусната през 2004 г. по време на реформата в СНПУ и става независима организация през 2005 г. Свобода официално приключва с групата през 2007 г., но представители на „Свобода“ посещават мероприятия като протести срещу увеличението на цените и раздаване на листовки срещу наркотиците и алкохола. През 2014 г. „Свобода“ се сблъсква с крайнодясната група „Десен сектор“, коалиция, която включва и „Патриот на Украйна“.

### Всеукраинско обединение „Свобода“ (от 2004 г.)
През февруари 2004 г., с идването на Олех Тяхнибок като лидер на партията, идва и значителна промяна в поведението на партията. Социалнационалната партия на Украйна, променя името си на Всеукраинско обединение „Свобода“, и премахва Волфсангел логото си (символ популярен сред неонацистките групи), като го заменя с три пръста на ръка, напомняща жест за независимост от края на 1980–те години. „Свобода“ също изключва неонацистите и други радикални групи от партията, като се дистанцира от неофашисткото си минало, като си запазва подкрепата на крайните националисти. Андрушкив, бивш ръководител на партията, отхвърля иск на Тяхнибок, че „Свобода“ е наследник на СНПУ и я нарича „различен политически феномен“. Както той, така и Андрий Парубий напускат „новата“ партия след преобразуването ѝ.
Въпреки това, според полския юрист и политолог Тадеуш А. Олжански, лидерът на партията Тяхнибок никога не скрива, че тези промени са направени главно с цел имиджа на партията. Тя остава свързана с „широкото социално националистическо движение“ (състояща се от множество организации и уебсайтове). „Патриот на Украйна“, паравоенна организация разформирована през 2004 г. и възстановена през 2005 г. в различна правна форма, продължава да поддържа връзки със „Свобода“. През 2007 г. тази организация скъсва всички взаимоотношения със „Свобода“. Тази неонацистка организация все още използва символа Волфсангел.
През 2004 г. Тяхнибок е изключен от парламентарната група „Наша Украйна“ след реч за призоваване на украинците да се борят срещу „московско-еврейската мафия“.
На местните избори през 2006 г. партията получава 4,2% от гласовете и 4 места в областен съвет в Тернопол, 5,62% от гласовете и 10 места в областен съвет на Лвов и 6,69% от гласовете и 9 места в градския съвет на Лвов.
На парламентарните избори през 2007 г., партията получава 0,76% от гласовете, два пъти повече от своя дял по време на парламентарните избори през 2006 г., когато взима 0,36%. Тя е на осмо място от 20 партии и е единствената крайнодясна партия на парламентарните избори през 2007 г.
През есента на 2009 г., „Свобода“ се присъединява към „Алианса на европейските национални движения“, като единствената организация от страни извън Европейския съюз. През същата година партията твърди, че има 15 000 редовни членове.
Избирателният пробив на партията е на местните избори през 2009 г., когато в Тернополска област, получават 34,69% от гласовете и 50 места от общо 120 в областния съвет в Тернопол. Това е най-добрият резултат за крайно дясна партия в историята на Украйна.
Кандидатура на Тяхнибок на президентските избори през 2010 г. не повтаря успеха в Тернопол от 2009 г. Тяхнибок получава 1,43% от гласовете. Повечето от тях са в Лвовска област, Тернополска област и Ивано-Франковска област, възлизащи на 5% от гласовете. Във втория тур, Тяхнибок не подкрепя кандидат.

### 2012: Нарастваща подкрепа
В навечерието на изборите от 2012 г., някои украински медиини коментатори и политически анализатори очакват нарастващата подкрепа за „Свобода“ да бъде за сметка на по-основните елементи на опозицията и в полза на управляващата „Партия на регионите“. През юли 2012 г. партията се съгласява с Всеукраинско обединение „Отечество“ върху разпределението на кандидатите в избирателни райони, за парламентарните избори през октомври 2012 г. В навечерието на тези избори различни проучвания на общественото мнение прогнозират националния вот за партията да премине 5% изборен праг. Но резултатите на партията са много по-добри от това, с 10,44% и 38 от 450 места в украинския парламент. В Киев „Свобода“ става втората най-популярната партия, след „Отечество“. Анализ от гласуването показва, че партията е на сред най-популярните сред избирателите с висше образование (около 48% от избирателите имат висше образование). Олех Тяхнибок е избран за лидер на парламентарната група на партията на 12 декември 2012 г. На 19 октомври 2012 г. партията и Всеукраинско обединение „Отечество“ подписват споразумение „за създаването на коалиция на демократичните сили в новия парламент“. Партията също така координира своите парламентарни дейности с Украинския демократичен алианс за реформи на Виталий Кличко (УДАР).

### Евромайдан
През първите две сесии на новоизбрания парламент, депутати на „Свобода“ и други политици от опозицията стигат до физически сблъсъци по време на избора на министър-председател и говорител, на фона на искания да продължи гласуването, въпреки отсъстващи депутати. Сблъсъци отново избухват през март 2013 г. между „Свобода“ и „Партията на регионите“, когато Александър Ефремов от управляващата „Партия на регионите“ изнася реч на руски. Речта му е заглушена от депутати на „Свобода“, крещящи „Говори украински!“
През май 2013 г., „Свобода“, „Отечество“ и „УДАР“ обявяват, че ще се координират по време на президентските избори в Украйна през 2015 г.
В проучване на общественото мнение между 7 – 17 декември 2013 г., на президентските избори между Виктор Янукович и лидера на Свобода Тяхнибок съотношението е 28,8% от гласовете, срещу 27,1% за Янукович. „Свобода“ участва в проевропейски протест за смяна на режима и интеграция с ЕС. Когато паметника на Владимир Ленин в Киев е свален през евромайдана, депутатът Игор Мирошниченко поема отговорност за деянието, от името на „Свобода“.
Осемнадесет члена на партията са убити в протестите от 2014 г. На 27 февруари 2014 г. е образувано правителството на Яценук, включващо трима министри на „Свобода“.

### 2014: Загуба на подкрепа
На парламентарните избори през октомври 2014 г. партията печели 6 места. Печели с малко 0,29%, за да преодолее прага от 5%. Резултатите от изборите по този начин са наполовина в сравнение с предходните, заради негативните оценки на дейността на „Свобода“ от 2012 г. Също така повлиява и фактът, че на тези избори партията не е единствената, който използва радикално патриотични, антикомунистически и антируски лозунги. На 12 ноември 2014 г. министрите на партията в правителството подават оставка.

## Участия в избори

### Върховна рада
| Година | Гласове    | %          | Места    | Промяна | Правителство |
| ------ | ---------- | ---------- | -------- | ------- | ------------ |
| 1994   | 49 483     | 0,2        | 0 / 450  |         |              |
| 1998   | 45 155     | 0,2        | 1 / 450  | 1       | Опозиция     |
| 2002   | не участва | не участва | 0 / 450  | 1       |              |
| 2006   | 91 321     | 0,36       | 0 / 450  |         |              |
| 2007   | 178 660    | 0,76       | 0 / 450  |         |              |
| 2012   | 2 129 246  | 10,45      | 37 / 450 | 37      | Опозиция     |
| 2014   | 741 517    | 4,71       | 7 / 450  | 30      | Опозиция     |

### Президентски избори
| Година | Кандидат      | # гласове на 1-ви тур | % на 1-ви тур | # гласове на 2-ри тур | % на 2-ри тур |
| ------ | ------------- | --------------------- | ------------- | --------------------- | ------------- |
| 2010   | Олех Тяхнибок | 352 282               | 1,43          | —                     | —             |
| 2014   | Олех Тяхнибок | 210 476               | 1,16          |                       |               |

### Представителство по области
| Областен съвет          | Знаме | Общо общински съветници | %      | Отделни места | Общо спечелени места |
| ----------------------- | ----- | ----------------------- | ------ | ------------- | -------------------- |
| Тернополска област      |       | 120                     | 34,69% | —             | 50                   |
| Лвовска област          |       | 116                     | 25,98% | 16            | 41                   |
| Ивано-Франкивска област |       | 114                     | 16,60% | 5             | 17                   |
| Волинска област         |       | 80                      | 7,44%  | 1             | 6                    |
| Ровненска област        |       | 80                      | 6,34%  | 1             | 5                    |
| Чернивецка област       |       | 104                     | 3,90%  |               | 4                    |
| Киевска област          |       | 148                     | 3,48%  | 0             | 5                    |
| Хмелницка област        |       | 104                     | 4,06%  | 0             | 5                    |

### Гласове през годините
- Парламентарни 2006 г.
- Парламентарни 2007 г.
- Президентски 2010 г.
- Местни 2010 г.
- Парламентарни 2012 г.